# 니콜로 파치
니콜로 파치(이탈리아어: Nicolò Fazzi, 1995 3월 2일은 이탈리아의 축구 선수이다. 현재 세리에 C의 ACR 메시나에서 미드필더로 뛰고 있다.